# Picrogama
Picrogama é um gênero de mariposa pertencente à família Crambidae.